# Carl, hertig av Württemberg
Carl, hertig av Württemberg, född 1 augusti 1936 i Friedrichshafen, Baden-Württemberg, död 7 juni 2022 i Ravensburg, Baden-Württemberg, var en tysk hertig som var överhuvud för huset Württemberg från 1975 fram till sin död. 
Carl föddes som andra son till Philipp Albrecht, hertig av Württemberg (1893–1975) och ärkehertiginnan Rosa av Österrike, prinsessa av Toscana (1906–1983). Den 21 juli 1960 gifte han sig med prinsessan Diane av Orléans (född 1940), dotter till Henri, greve av Paris. De hade fyra söner och två döttrar: 
- Friedrich (1961–2018)[7]
- Mathilde (född 1962)
- Eberhard (född 1963)
- Phillipp Albrecht (född 1964)
- Michael Heinrich (född 1965)
- Eleonore (född 1977)